# عبد المنعم الجلياني
الحكيم أبو الفضل عبد المنعم بن عمر بن عبد الله الغسّاني الجِلياني (4 أكتوبر 1136 - 1206) (7 محرم 531 - 603) طبيب وكاتب وشاعر عربي أندلسي من أهل القرن الثاني عشر الميلادي/السادس الهجري عاش معظم حياته في المشرق. لقّب بـ«حكيم الزمان»، وهو من أهل جليانة بوادي آش قرب غرناطة بالأندلس. انتقل المغرب ثم إلى المشرق، وسكن دمشق وأقام فيها طول حياته. زار بغداد سنة 601 هـ. كان صلاح الدين يحترمه ويجله، ولعبد المنعم فيه مدائح كثيرة، وله عشرة دواوين بين نظم ونثر، ومؤلفات عديدة. توفي في دمشق. 

## سيرته
هو أبو الفضل عبد المنعم و قيل محمد عبد المنعم بن عمر بن عبد الله بن أحمد بن خَضِر بن مالك بن حسّان الغَسّاني المالقي الجِلياني الوادي آشي. 

ولد في 7 محرم 531/ 4 أكتوبر 1136 في قرية جليانة من أعمالِ وادي آش، قرب غرناطة. تعلم علم الحديث. ذهب إلى المغرب ثم ذهب إلى المشرق، وأقام في دمشق مدة طويلة. اتصّل بصلاح الدين الأيوبي ومدحه بعددٍ من القصائد، منها مدحه سنة 538 هـ بقصيدةٍ وأرسلها إليه فوصلت في صفر من نفس السنة، وهو محاصرٌ الفرنجة في عكّا. ويبدو أن الحكيم الجلياني تطوّف كثيرًا في بلاد الشام وصار طبيب المارستان السلطاني. ثم دخل بغداد سنة 601 هـ.

توفي الحكيم الجلياني في دمشق سنة 603 هـ/ 1206 في الأغلب أو في ذي القعدة 602/ يونيو 1206.

## مهنته
كان الجلياني بارعًا في الطب، وفي التكحيل خاصةً، ملمًّا بالرياضيات والفلسفة، وكان يعمل في صناعة الكيمياء. وإلى جانب ذلك، كان أديبًا ناثرًا وشاعرًا، وله كلامٌ في التصوف، وقد عُرِف بلقب حكيم الزمان. قال عن شعره عمر فروخ «ولم يكن شعرهُ كثير الرونق، ولكنّه كان يجيدُ المُقطِّعات وخصوصًا ما يتناول منها الأغراض الحِكميّة. وكان يطيلُ قصائدَ المديح غير أن مدائحَهُ عادية.»

قال عنه الذهبي في سير أعلام النبلاء «العَلاَّمَةُ، الطَّبِيْبُ، الزَّاهِدُ، المتَصَوُّفُ، الأَدِيْبُ...سَكَنَ دِمَشْقَ، وَنَزَلَ بِنظَامِيَّةِ بَغْدَادَ، وَدَخَلَ فِي علُوْمِ البَاطِنِ، وَلَهُ شِعْرٌ رَائِقٌ، وَاللهُ أَعْلَمُ بسِرِّهِ.» 

## مؤلفاته
وله عددٌ من الكتب، منها عشرة كتب:

- ديوان الحِكَم وميدان الكَلِم: نظم، يشتمل على الإشارة إلى كلّ غامض المدرك من العلم وإلى كلّ صادق المنسك من العمل وإلى كلّ واضح المسلَك من الفضيلة.
- ديوان المُشَوِّقات إلى الملأ الأعلى
- ديوان أدب السلوك: وهو كلام مطلق يشتمل على مشارع كلمات الحكمة المُبصرات.
- «نوادرُ الوحي»: وهو يشتمل على كلام حكمة مطلق في غريب معان من القرآن ومن الحديث.
- «تحرير النظر»: يشتمل على كلمات حكمةٍ مفرداتٍ في فصل الخطاب.
- ديوان المبشّرات والقدسيّات: وهو نظم وتدبيج وكلام مطلق يشتمل على وصف الحروب والفتوح الجارية وما يتّصل بها منظومًا.
- ديوان الغزل والتشبيب والموشّحات والدوبيت وما يتّصل بها: منظومًا.
- ديوان تشبهيات وألغاز ورموز وأوصاف وزجريات: وأغراض شتّى منظومًا.
- ديوان ترسُّل ومخاطبات في معان كثيرة وأصناف من الخطب والصدور والأدعية.
- ديوان التدبيج : فتنة الإبداع و ذروة الإمتاع
- «منادح الممادح».
- «روضة المآثر والمفاخر من خصائص الملك الناصر»: للصلاح الدين الأيوبي، ألفّة سنة 569 هـ.
- تعاليق في الطب
- «صفات أدوية مركّبة»
- «جامع أنماط السائل في العروض والخطب والرسائل»
- «نهج الوضاعة لأهل الخلاعة»

## وصلات خارجية
- في بوابة الشعراء